# Кемпа (Опольське воєводство)
Кемпа (пол. Kępa, нім. Kempa) — село в Польщі, у гміні Лубняни Опольського повіту Опольського воєводства.
Населення — 995 осіб (2011).

## Демографія
Демографічна структура станом на 31 березня 2011 року:
|          | Загалом | Допрацездатний вік | Працездатний вік | Постпрацездатний вік |
| -------- | ------- | ------------------ | ---------------- | -------------------- |
| Чоловіки | 482     | 75                 | 361              | 46                   |
| Жінки    | 513     | 90                 | 316              | 107                  |
| Разом    | 995     | 165                | 677              | 153                  |